# Megami no Cafe Terrace
Megami no Cafe Terrace (女神のカフェテラス Megami no Kafe Terasu, "Quán Cafe Nữ thần") là một bộ manga Nhật Bản của Seo Kouji.

## Tổng quan
Đây là tác phẩm manga thứ sáu của Seo Kouji được đăng dài kỳ trong tạp chí Weekly Shonen Magazine của Kodansha từ số 12 năm 2021 với tập đầu tiên đã được đăng cùng lúc với tập cuối của tác phẩm Hitman, cũng tương tự như 2 tác phẩm Kimi no Iru Machi và Fuuka.
Bối cảnh ở bờ biển Miura tỉnh Kanagawa. Bộ truyện hài lãng mạn mô tả cuộc sống cùng với  5 cô gái của nhân vật chính trong quán cà phê được kế thừa từ di sản của người bà để lại.
Vào 7 tháng 9 năm 2022, quyết định thực hiện chuyển thể anime đã được công bố. Đồng thời hình minh họa đi kèm theo thông báo cũng đã được phát hành. Bộ Anime truyền hình được phát sóng từ tháng 4 năm 2023.
Tại AnimeJapan 2023 diễn ra vào các ngày 25 và 26 tháng 3 cùng năm, gian hàng Marvelous sẽ cung cấp số lượng giới hạn Familia Original Drip Coffee, cùng với hình minh họa của anime truyền hình Megami no Cafe Terrace chỉ có tại đây. Tại gian hàng cũng sẽ có nhiều Cosplayer xuất hiện. Ngoài ra, Hình minh họa của nhân vật Makuzawa Ouka đã được sử dụng để thiết kế đặc biệt thành 1 huy hiệu trong tổng 22 loại huy hiệu xuất hiện trong "AJ Gacha" tại sự kiện AnimeJapan 2023 và gian hàng THE CHARA cũng sẽ kinh doanh các sản phẩm và phụ kiện minh họa mới của tác phẩm này.
Vào ngày 2 tháng 4 năm 2023, buổi trò chuyện trực tiếp với diễn viên và chiếu trước 2 tập đầu của anime truyền hình được tổ chức tại United Cinemas Toyosu. Chương trình này cũng đã được phát trực tuyến độc quyền miễn phí ở trang web ABEMA sau khi sự kiện trực tiếp kết thúc.

## Nội dung
Kasukabe Hayato, đã quay trở lại ngôi nhà xưa của mình là quán cà phê cũ Familia sau 3 năm rời đi và gặp được năm cô gái lạ tự xưng là gia đình của bà mình. Anh ta tuyên bố muốn đóng cửa quán cà phê đang gặp tình cảnh khó khăn nhưng sau cùng lại quyết định trở thành người tiếp quản mới của quán cà phê cùng những cô gái xinh đẹp quyết tâm vực dậy Familia.

## Nhân vật
Danh sách các Nhân vật sau đây chưa đầy đủ. Kitou Akari đã phụ trách lồng tiếng cho 5 nhân vật nữ chính trong đoạn Phim quảng cáo ngắn và Video quảng cáo được sản xuất để kỷ niệm việc phát hành tập 1. Hattori Sounosuke đã đảm nhiệm lồng tiếng cho nhân vật nam chính Kasukabe Hayato và Tsuji Miyuu đã lồng tiếng cho 5 nhân vật nữ chính trong phiên bản Voice Comic (Lồng tiếng truyện tranh) được đăng tải trên YouTube. Còn lại là phần lồng tiếng của phiên bản anime truyền hình.
Kasukabe Hayato (粕壁 隼)
Lồng tiếng bởi: Mizunaka Masaaki
Ono Shiragiku (小野 白菊)
Lồng tiếng bởi: Waki Azumi (tiếng Nhật), Huyền Chi (tiếng Việt)
Tsukishima Riho (月島 流星)
Lồng tiếng bởi: Yamane Aya
Tsuruga Ami (鶴河 秋水)
Lồng tiếng bởi: Suzushiro Sayumi
Hououji Akane (鳳凰寺 紅葉)
Lồng tiếng bởi: Seto Asami
Makuzawa Ouka (幕澤 桜花)
Lồng tiếng bởi: Aoki Ruriko
Kasukabe Sachiko (粕壁 幸子)
Lồng tiếng bởi: Ikura Kazue

## Sự hợp tác
Trước khi bắt đầu đăng dài kỳ trên tạp chí, cặp đôi hài Catch The Dream (キャッチTHEドリーム) và LaLaLaLa (らららら) trên kênh YouTube Guardman Yamaki Yoshiro (警備員　山城義郎 trước kia có tên アンマナメテットchannel) đã thông báo nhận được sự đồng ý của Seo Kouji và Ban biên tập của Weekly Shonen Magazine, để nhận xét đánh giá và đặt tên cho tác phẩm. Vào ngày 31 tháng 7 năm 2021, cặp đôi Catch The Dream đã tuyên bố rút lui khỏi giới giải trí. Vào ngày 16 tháng 7 năm 2021, Otaku nghiêm túc ăn kiêng để giảm 30Kg đã được phát hành (nó được coi là chương trình cuối cùng của dự án hợp tác). Sau cùng, dự án hợp tác đã kết thúc dưới hình thức tự phát.
Một chiến dịch hợp tác với Street Fighter được công bố trên số 29 của tạp chí Weekly Shonen Magazine phát hành vào ngày 15 tháng 6 năm 2022. Hình minh họa hợp tác gồm có nhân vật Tsuruga Ami (Megami no Cafe Terrace) và Ryu, Ken, Blanka (Street Fighter). Lý do hợp tác của Seo Kouji, nói rằng: "Tôi thực sự rất vui vì chưa từng nghĩ, mình có thể được hợp tác với Street Fighter. Hồi còn là học sinh trung học, tôi từng vẽ về Street Fighter, khi nhớ lại mình từng thua 50 ván trước 1 người bạn bằng Chun-Li".

## TV anime
Anime truyền hình được phát sóng trên Khung giờ chiếu anime đêm Super Animeism của đài MBS và hệ thống TBS, và trên các phương tiện khác tại Nhật Bản từ tháng 4 năm 2023.

### Nhân viên
- Nguyên tác - Seo Kouji[18]
- Đạo diễn - Kuwabara Satoshi[18]
- Biên kịch series - Ōchi Keiichirō[18]
- Kịch bản - Ōchi Keiichirō, Morita Mayumi[18]
- Thiết kế nhân vật - Noguchi Masatsune[18]
- Đạo diễn nghệ thuật - Saitou Masami[18]
- Thiết kế màu sắc - Aburaya Yumi[18]
- Đạo diễn hình ảnh - Shitara Nozomi (T2S)[18]
- Biên tập - Uchida Wataru (Conquest)[18]
- Âm nhạc - Kanematsu Shuu, Sakurai Miki[18]
- Đạo diễn âm thanh - Motoyama Satoshi[18]
- Sản xuất âm thanh - HALF H・P STUDIO[18]
- Hãng phim - Tezuka Productions[18]

### Bài hát chủ đề
音莉飴「運命共同体！」
Ca khúc chủ đề mở đầu "Unmeikyoudoutai!" được trình bày bởi Neriame. Sáng tác lời bởi Neriame. Phần soạn nhạc bởi MARUMOCHI, Neriame. Biên khúc bởi MARUMOCHI. Hãng thu âm là Sony Music Labels / fanfarecord.
佐藤ミキ「ドラマチック」
Chủ đề kết thúc "Dramatic" được Satou Miki trình bày. Phần sáng tác lời là Kousaka Lisa. Soạn nhạc và biên khúc là Shiono Kai. Hãng thu âm là SACRA MUSIC.

### Đài truyền hình
Ngày phát sóng và thời gian phát sóng truyền hình tại Nhật Bản
| Ngày phát sóng        | Thời gian phát sóng               | Đài truyền hình                                    | Khu vực mục tiêu | Ghi chú                                   |
| --------------------- | --------------------------------- | -------------------------------------------------- | ---------------- | ----------------------------------------- |
| 8 tháng 4 năm 2023 -  | Thứ Bảy 1:25 - 1:55 (Đêm thứ Sáu) | Tổng 28 đài gồm Hệ Thống TBS và MBS (đài sản xuất) | Nội địa Nhật Bản | Chiếu trong Khung Super Animeism          |
| 10 tháng 4 năm 2023 - | Thứ Hai 23:30 - 0:00 (Đêm thứ Ba) | BS NIPPON TV                                       | Toàn Nhật Bản    | Chiếu trong Khung Anime ni Muchoo         |
| 12 tháng 4 năm 2023 - | Thứ Tư 21:30 - 22:00              | AT-X                                               | Toàn Nhật Bản    | Truyền hình kỹ thuật số vệ tinh thông tin |

| MBS và Hệ Thống TBS - Super Animeism | MBS và Hệ Thống TBS - Super Animeism | MBS và Hệ Thống TBS - Super Animeism |
| Chương trình trước                   | Tên chương trình                     | Chương trình kế tiếp                 |
| ------------------------------------ | ------------------------------------ | ------------------------------------ |
| Ars no Kyojuu                        | Megami no Cafe Terrace               | Kanojo, Okarishimasu (mùa 3)         |

### Web Radio
Một chương trình Radio Familia e Youkoso! (ラジオ「Familia」へようこそ！) được phát trực tiếp trên Internet Radio Station Onsen vào Thứ 6 hàng tuần và bắt đầu từ ngày 7 tháng 4 năm 2023. Người dẫn chương trình là các diễn viên lồng tiếng cho 5 nhân vật nữ chính.
| Lần | Người dẫn chương trình                                         | Khách mời |
| --- | -------------------------------------------------------------- | --------- |
| 1   | Waki Azumi (vai Ono Shiragiku) Aoki Ruriko (vai Makuzawa Ouka) |           |